# Подбреж'є
45°37′ пн. ш. 15°30′ сх. д. / 45.62° пн. ш. 15.5° сх. д.
Подбреж'є (хорв. Podbrežje) — населений пункт у Хорватії, у Карловацькій жупанії у складі міста Озаль.

## Населення
Населення за даними перепису 2011 року становило 321 осіб.
Динаміка чисельності населення поселення: